# Nationalgut

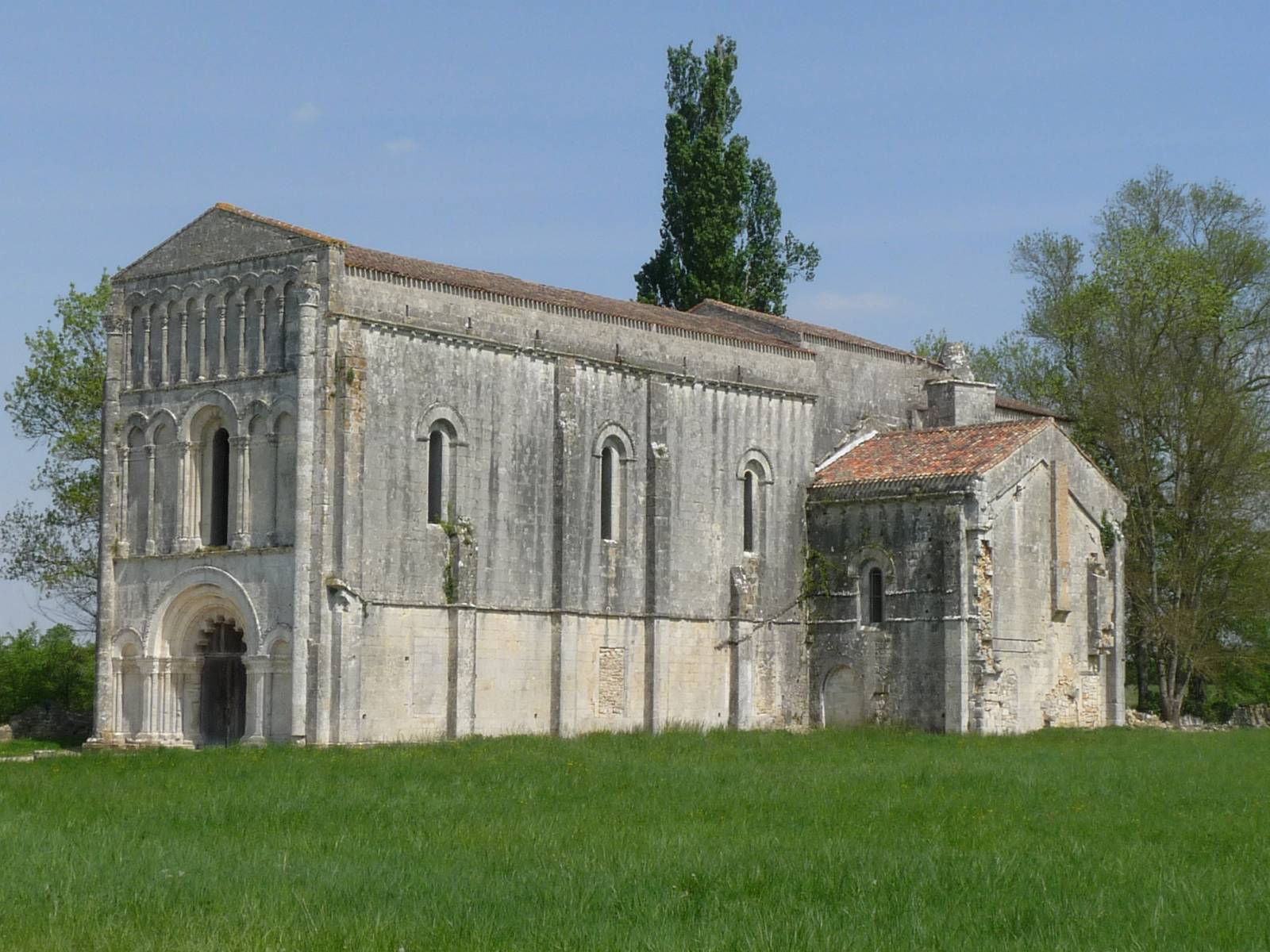
Die Klausurgebäude (Kreuzgang, Dormitorium, Refektorium, Kapitelsaal etc.) der ehemaligen Abtei- oder Stiftskirche Notre-Dame de l’Assomption de Châtre in Saint-Brice (Charente) wurden in der Zeit der Französischen Revolution und noch danach abgerissen; die Kirche selbst blieb erhalten und diente lange Jahre als Produktionshalle einer Keramikmanufaktur.

Mit den Begriffen Nationalgut (frz. bien national) oder auch Kirchengut bezeichnet man das Eigentum der Kirche und des Klerus (v. a. Immobilien) im Frankreich der Revolution und ihrem Einzugsbereich in den späteren französischen Satellitenstaaten, welches im Zuge der revolutionären Umgestaltung des Staates und der Gesellschaft „nationalisiert“ d. h. verstaatlicht worden ist.
Diese Verstaatlichungen gehen auf einen Antrag des Bischofs von Autun in der Nationalversammlung, dem späteren Minister Talleyrand, vom 10. Oktober 1789 zurück, welcher argumentierte, dass der Klerus nicht der wirkliche Eigentümer des Kirchenvermögens sei, sondern dieses nur zum Unterhalt der Kirchendiener, des Kultus und der Armenpflege benötige. Da diese Aufgaben aber in Zukunft der Staat, also die Nation wahrnehme, würde der Klerus dieses hohen Vermögens nicht mehr bedürfen.
Eigentlicher Beweggrund dieser Überlegungen war die hohe Staatsverschuldung, welche das revolutionäre Frankreich vom Ancien Régime übernommen hatte und auf Grund derer der Staatsbankrott drohte. Diese Schuld suchte man durch den Verkauf der – zu Nationaleigentum zu erklärenden (frz. nationalisation) – Kirchengüter zu tilgen.
Nach heftiger Debatte in der Nationalversammlung wurde der gesamte Besitz der französischen Kirche, mit 568 zu 346 Abgeordnetenstimmen am 2. November 1789 zum Eigentum der französischen Nation, womit bis zu 10 % des Grundbesitzes im ganzen Land den Besitzer wechselten. Der Schuldenlast begegnete man alsbald mit der Herausgabe der so genannten Assignaten, Schatzscheinen, welche mit dem Gewinn aus dem späteren Verkauf des ehemaligen Kirchenguts gedeckt sein sollten. Als die Assignaten durch Inflation weitgehend wertlos geworden waren, brachte der französische Staat die Territorialmandate in Umlauf, die ihre Inhaber unmittelbar zum Erwerb von Grundstücken aus dem Nationalgut berechtigen sollten. 
Viele der ehemals kirchlichen Nationalgüter wurden in der Folgezeit an Abrissunternehmer verkauft, die die Steine beim Bau neuerer Häuser, Straßen, Brücken etc. wiederverwendeten. Bei Kirchen und Klöstern wurde ein Großteil des unverkäuflichen Inventars (Bilder, Mobiliar etc.) geplündert und/oder verbrannt. Die Kirchengebäude selbst blieben – anders als die Nebengebäude – oft verschont; sie wurden zu örtlichen Pfarrkirchen umgewandelt oder dienten als Hallen für Manufakturen aller Art.